# Laemophloeus terminalis
Laemophloeus terminalis är en skalbaggsart som beskrevs av Thomas Casey 1884. Laemophloeus terminalis ingår i släktet Laemophloeus och familjen ritsplattbaggar. Inga underarter finns listade i Catalogue of Life.